# Луксембург на Светском првенству у атлетици на отвореном 2015.
Луксембург је учествовао на Светском првенству у атлетици на отвореном 2015.  одржаном у Пекингу од 12. до 30. августа. Репрезентацију Луксембурга представљало је двоје атлетичара који су се такмичили у две дисциплине.,.
На овом првенству Луксембург није одвојио ниједну медаљу, а постигнут је 1 национални рекорд.

## Учесници
| Дисциплина   | Спортисти    | Спортисти      |
| Дисциплина   | Мушкарци     | Жене           |
| ------------ | ------------ | -------------- |
| 800 м        | -            | Шарлен Матијас |
| Бацање кугле | Боб Бертемес | -              |

## Резултати

### Мушкарци
| Атлетичар    | Дисциплина | Лични рекорд | Квалификације | Квалификације | Финале           | Финале       | Детаљи |
| Атлетичар    | Дисциплина | Лични рекорд | Резултат      | Место         | Резултат         | Место        | Детаљи |
| ------------ | ---------- | ------------ | ------------- | ------------- | ---------------- | ------------ | ------ |
| Боб Бертемес | скок увис  | 20,56д НР    | 19,87 НР      | 8. у гр. А    | Није се пласирао | 14 / 28 (31) |        |

### Жене
| Атлетичарка    | Дисциплина | Лични рекорд | Квалификације | Квалификације | Полуфинале        | Полуфинале        | Финале            | Финале       | Детаљи |
| Атлетичарка    | Дисциплина | Лични рекорд | Резултат      | Место         | Резултат          | Место             | Резултат          | Место        | Детаљи |
| -------------- | ---------- | ------------ | ------------- | ------------- | ----------------- | ----------------- | ----------------- | ------------ | ------ |
| Шарлен Матијас | 800 м      | 2:01,30 НР   | 2:01.36       | 5 у гр. 2     | Није се пласирала | Није се пласирала | Није се пласирала | 25 / 44 (45) |        |